# Liste der Baudenkmäler in Aachen-Mitte (A)
Die Liste der Baudenkmäler in Aachen-Mitte (A) enthält die denkmalgeschützten Bauwerke auf dem Gebiet des Stadtbezirks Aachen-Mitte in Nordrhein-Westfalen (Stand: 25. April 2024). Diese Baudenkmäler sind in der Denkmalliste der Stadt Aachen eingetragen; Grundlage für die Aufnahme ist das Denkmalschutzgesetz Nordrhein-Westfalen (DSchG NRW).

## Denkmäler
| Bild                                                                         | Bezeichnung                                                                  | Lage                                                   | Beschreibung | Bauzeit                    | Eingetragen seit   | Denkmal- nummer  |
| ---------------------------------------------------------------------------- | ---------------------------------------------------------------------------- | ------------------------------------------------------ | --- | -------------------------- | ------------------ | ---------------- |
| Waldorfschule                                                                | Waldorfschule                                                                | Aachener und Münchener Allee 5 Karte                   | Pavillonbau mit Backstein-Putzfassade, ursprünglich Haus Nr. 15 der ehemaligen klinischen Anstalten Aachens | 1900                       | 18. Juli 1983      | 05334002 A 01845 |
| ehemaliges Umspannwerk; umgebaut als Proberaum des Sinfonieorchesters Aachen | ehemaliges Umspannwerk; umgebaut als Proberaum des Sinfonieorchesters Aachen | Aachener-Münchener-Platz 2,3 Karte                     | erbaut von dem Elektrokonzern Schuckert & Co. | 1893                       | 06. November 1998  | 05334002 A 03126 |
| Wohnhaus                                                                     | Wohnhaus                                                                     | Adalbertsberg 6 Karte                                  | zweigeschossiges Backsteinhaus, Fensterrahmen im EG aus Blaustein | 1763                       | 24. Februar 1983   | 05334002 A 01136 |
| Wohnhaus                                                                     | Wohnhaus                                                                     | Adalbertsberg 29 Karte                                 | viergeschossiges Haus mit spätklassizistischer Putzfassade und Werksteingewand, 3 Achsen | 2. H. 19. Jhd.             | 24. Februar 1983   | 05334002 A 01159 |
| Wohnhaus                                                                     | Wohnhaus                                                                     | Adalbertsberg 31 Karte                                 | viergeschossiges Haus mit spätklassizistischer Putzfassade, 3 Achsen | 2. H. 19. Jhd.             | 24. Februar 1983   | 05334002 A 01133 |
| Wohnhaus                                                                     | Wohnhaus                                                                     | Adalbertsberg 33 Karte                                 | viergeschossiges Haus mit spätklassizistischer Putzfassade, 3 Achsen | 2. H. 19. Jhd.             | 01. März 1983      | 05334002 A 01132 |
| Wohnhaus                                                                     | Wohnhaus                                                                     | Adalbertsberg 35 Karte                                 | viergeschossiges Haus mit spätklassizistischer Putzfassade, 3 Achsen | 2. H. 19. Jhd.             | 28. Februar 1983   | 05334002 A 01133 |
| Wohnhaus                                                                     | Wohnhaus                                                                     | Adalbertsberg 39 Karte                                 | dreieinhalbgeschossiges Backsteinhaus, Sockel und Fensterbänke in Blaustein | 2. H. 19. Jhd              | 01. März 1983      | 05334002 A 01145 |
| Wohnhaus                                                                     | Wohnhaus                                                                     | Adalbertsberg 41 Karte                                 | dreieinhalbgeschossiges Backsteinhaus, Sockel und Fensterbänke in Blaustein | 2. H. 19. Jhd              | 28. Februar 1983   | 05334002 A 01127 |
| Wohnhaus                                                                     | Wohnhaus                                                                     | Adalbertsberg 43 Karte                                 | dreieinhalbgeschossiges Backsteinhaus, Sockel und Fensterbänke in Blaustein, mit Pilastergliederung, 3 Achsen | 2. H. 19. Jhd              | 09. März 1983      | 05334002 A 01220 |
| Wohnhaus                                                                     | Wohnhaus                                                                     | Adalbertsberg 45 Karte                                 | Als Eckhaus zur Wespienstraße mit 3:2 Achsen - dreieinhalbgeschossiges Backsteinbau, Sockel und Fensterbänke in Blaustein samt nachträglichem Ladeneinbau im Erdgeschoss | 2. H. 19. Jhd              | 25. August 1983    | 05334002 A 01131 |
| Wohnhaus                                                                     | Wohnhaus                                                                     | Adalbertsteinweg 2 Karte                               | Eckhaus zur Wilhelmstraße mit 3:1 Achsen, dreigeschossig mit abgeschrägter Eckfassade, spätklassizistische Putzfassade samt neuzeitlichem Ladeneinbau im Erdgeschoss |                            | 12. September 1982 | 05334002 A 00157 |
| Wohnhaus                                                                     | Wohnhaus                                                                     | Adalbertsteinweg 4 Karte                               | |                            | 08. Juli 1982      | 05334002 A 00156 |
| Wohnhaus                                                                     | Wohnhaus                                                                     | Adalbertsteinweg 80 Karte                              | |                            | 11. August 1982    | 05334002 A 00155 |
| Wohnhäuser                                                                   | Wohnhäuser                                                                   | Adalbertsteinweg 88, 90 Karte                          | |                            |                    |                  |
| Landgericht Aachen (Teile)                                                   | Landgericht Aachen (Teile)                                                   | Adalbertsteinweg 92–92a Karte                          | Architekt der alten Justizvollzugsanstalt Robert Ferdinand Cremer | 1865–1870                  | 21. Januar 1985    | 05334002 A 03101 |
| Wohnhäuser                                                                   | Wohnhäuser                                                                   | Adalbertsteinweg 105, 107, 109, 111, 113, 115 Karte    | |                            |                    |                  |
| Wohnhäuser                                                                   | Wohnhäuser                                                                   | Adalbertsteinweg 152, 154 Karte                        | |                            |                    |                  |
| Wohnhäuser                                                                   | Wohnhäuser                                                                   | Adalbertsteinweg 156, 158, 160, 162 Karte              | |                            |                    |                  |
| Wohnhäuser                                                                   | Wohnhäuser                                                                   | Adalbertsteinweg 163, 165, 167, 169, 171 Karte         | |                            |                    |                  |
| Wohnhäuser                                                                   | Wohnhäuser                                                                   | Adalbertsteinweg 164, 166 Karte                        | |                            |                    |                  |
| Wohnhäuser                                                                   | Wohnhäuser                                                                   | Adalbertsteinweg 172, 174 Karte                        | |                            |                    |                  |
| Wohnhaus (Teile)                                                             | Wohnhaus (Teile)                                                             | Adalbertsteinweg 175a Karte                            | |                            |                    |                  |
| Wohnhäuser                                                                   | Wohnhäuser                                                                   | Adalbertsteinweg 175, 177, 179 Karte                   | |                            |                    |                  |
| Wohnhäuser                                                                   | Wohnhäuser                                                                   | Adalbertsteinweg 178, 180, 182 Karte                   | Architekt Albert Schneiders | 1894/1985                  |                    |                  |
| Wohnhaus                                                                     | Wohnhaus                                                                     | Adalbertsteinweg 181 Karte                             | |                            |                    |                  |
| Wohnhaus                                                                     | Wohnhaus                                                                     | Adalbertsteinweg 183 Karte                             | |                            |                    |                  |
| Wohnhäuser                                                                   | Wohnhäuser                                                                   | Adalbertsteinweg 184, 186 Karte                        | |                            |                    |                  |
| Wohnhaus (Teile)                                                             | Wohnhaus (Teile)                                                             | Adalbertsteinweg 195 Karte                             | | 1889                       |                    |                  |
| Wohnhäuser                                                                   | Wohnhäuser                                                                   | Adalbertsteinweg 197, 199 Karte                        | |                            |                    |                  |
| Wohnhäuser                                                                   | Wohnhäuser                                                                   | Adalbertsteinweg 201, 203, 205 Karte                   | |                            |                    |                  |
| Wohnhäuser                                                                   | Wohnhäuser                                                                   | Adalbertsteinweg 207, 209 Karte                        | |                            |                    |                  |
| Wohnhäuser                                                                   | Wohnhäuser                                                                   | Adalbertsteinweg 204, 206, 208, 210, 212, 214 Karte    | |                            |                    |                  |
| Wohnhaus (Teile)                                                             | Wohnhaus (Teile)                                                             | Adalbertsteinweg 211 Karte                             | |                            |                    |                  |
| Wohnhäuser                                                                   | Wohnhäuser                                                                   | Adalbertsteinweg 218, 220 Karte                        | |                            |                    |                  |
| Wohnhäuser                                                                   | Wohnhäuser                                                                   | Adalbertsteinweg 222, 224, 226, 228, 230 (Teile) Karte | |                            |                    |                  |
| Wohnhaus                                                                     | Wohnhaus                                                                     | Adalbertsteinweg 225 Karte                             | |                            |                    |                  |
| Wohnhaus                                                                     | Wohnhaus                                                                     | Adalbertsteinweg 229 Karte                             | |                            |                    |                  |
| Wohnhaus                                                                     | Wohnhaus                                                                     | Adalbertsteinweg 238 Karte                             | |                            |                    |                  |
| Wohnhaus                                                                     | Wohnhaus                                                                     | Adalbertsteinweg 266 Karte                             | |                            |                    |                  |
| weitere Bilder                                                               | Ostfriedhof                                                                  | Adalbertsteinweg Karte                                 | ältester Aachener Friedhof der neueren Geschichte, erbaut auf Veranlassung der französischen Munizipalitätsregierung | 1803                       |                    |                  |
| Bastionsturm der Aachener Stadtmauer (Teile)                                 | Bastionsturm der Aachener Stadtmauer (Teile)                                 | Adalbertstift 6 Karte                                  | | 1300–1350                  |                    |                  |
| weitere Bilder                                                               | Kath. Pfarrkirche St. Adalbert                                               | Adalbertstift Karte                                    | Stiftskirche auf Anordnung Ottos III.; Weihe 1005; Neu-Aufbau im romanischen Stil anfangs des 19. Jh. durch Heinrich Wiethase | vor 1005                   |                    |                  |
| Höhenmarke der preuß. Landesaufnahme 1895                                    | Höhenmarke der preuß. Landesaufnahme 1895                                    | Adalbertstift Karte                                    | | 1895                       |                    |                  |
| Wohnhäuser                                                                   | Wohnhäuser                                                                   | Adalbertstraße 61, 63 Karte                            | |                            |                    |                  |
| Wohnhaus (Teile)                                                             | Wohnhaus (Teile)                                                             | Adalbertstraße 67 Karte                                | |                            |                    |                  |
| Wohnhaus                                                                     | Wohnhaus                                                                     | Adalbertstraße 67a Karte                               | |                            |                    |                  |
| Wohnhaus (Teile)                                                             | Wohnhaus (Teile)                                                             | Adalbertstraße 70 Karte                                | |                            |                    |                  |
| weitere Bilder                                                               | Pfarrkirche St. Sebastian                                                    | Ahornstraße 53 Karte                                   | nach Plänen des Architekten Alfons Leitl | 1954                       |                    |                  |
| Informatikzentrum der RWTH Aachen (ehemalige Pädagogische Hochschule)        | Informatikzentrum der RWTH Aachen (ehemalige Pädagogische Hochschule)        | Ahornstraße 55 Karte                                   | erbaut nach Plänen von Wilhelm Bertram, Elmar Lang und Hans-Günther Bierwirth als Stahlskelettbau mit drei Geschossen und einem Staffelgeschoss. Zugehörend ein Sporttrakt | 1950–1957                  | 2006               |                  |
| Schule                                                                       | Schule                                                                       | Ahornstraße 60 Karte                                   | |                            |                    |                  |
| Wohnhaus                                                                     | Wohnhaus                                                                     | Alexanderstraße 39 Karte                               | dreigeschossiges Eckhaus mit einem zweigeschossigen Erker und abgeschrägter Eckachse, Fassade verputzt mit neobarocken Schmuckformen, Mansarddach | Ende 19. Jhd.              |                    |                  |
| Wohnhaus                                                                     | Wohnhaus                                                                     | Alexanderstraße 45 Karte                               | viergeschossiges Eckhaus mit abgeschrägter Eckachse, mit einem dreigeschossigen, von einem Türmchen überhöhten Erker, Fassade in Backstein mit Putzgliederung, neogotische und Neorennaissance-Schmuckformen | vor 1895                   |                    |                  |
| Wohnhaus                                                                     | Wohnhaus                                                                     | Alexanderstraße 69–71 Karte                            | |                            |                    |                  |
| Wohnhaus                                                                     | Wohnhaus                                                                     | Alexanderstraße 99–101 Karte                           | |                            |                    |                  |
| weitere Bilder                                                               | Hotmannspief-Brunnen                                                         | Alexanderstraße Karte                                  | nach Plänen von Adam Franz Friedrich Leydel; 1830 ergänzt durch Brunnenfiguren | 1825                       |                    |                  |
| Alexianerkloster Aachen (Teile)                                              | Alexianerkloster Aachen (Teile)                                              | Alexianergraben 33 Karte                               | seit 1334 nachweisbar; Neubau nach Plänen des Architekten Wilhelm Pauen | 1616 / 1928                |                    |                  |
| Wohnhaus                                                                     | Wohnhaus                                                                     | Alexianergraben 36 Karte                               | |                            | 25. August 1983    | 05334002 A 01177 |
| Wohnhaus                                                                     | Wohnhaus                                                                     | Alexianergraben 38 Karte                               | |                            | 28. Februar 1983   | 05334002 A 01163 |
| Reste der ersten, inneren Stadtmauer                                         | Reste der ersten, inneren Stadtmauer                                         | Alexianergraben Karte                                  | | um 1200                    |                    |                  |
| Wohnhaus                                                                     | Wohnhaus                                                                     | Alsenstraße 4 Karte                                    | | 1900                       |                    |                  |
| Wohnhäuser                                                                   | Wohnhäuser                                                                   | Alsenstraße 5, 7, 9 Karte                              | |                            |                    |                  |
| Wohnhäuser                                                                   | Wohnhäuser                                                                   | Alsenstraße 6, 8, 10 Karte                             | |                            |                    |                  |
| Wohnhäuser                                                                   | Wohnhäuser                                                                   | Alsenstraße 11, 13, 15 Karte                           | |                            |                    |                  |
| Wohnhäuser                                                                   | Wohnhäuser                                                                   | Alsenstraße 16, 18 Karte                               | |                            |                    |                  |
| Wohnhäuser                                                                   | Wohnhäuser                                                                   | Alsenstraße 17, 19, 21 Karte                           | |                            |                    |                  |
| Wohnhäuser                                                                   | Wohnhäuser                                                                   | Alsenstraße 20, 22 Karte                               | |                            |                    |                  |
| Wohnhäuser                                                                   | Wohnhäuser                                                                   | Alsenstraße 23, 25 Karte                               | |                            |                    |                  |
| Wohnhäuser                                                                   | Wohnhäuser                                                                   | Alsenstraße 24, 26 Karte                               | |                            |                    |                  |
| Wohnhäuser                                                                   | Wohnhäuser                                                                   | Alsenstraße 27, 29 Karte                               | |                            |                    |                  |
| Wohnhaus (Teile)                                                             | Wohnhaus (Teile)                                                             | Alsenstraße 28 Karte                                   | |                            |                    |                  |
| Wohnhäuser                                                                   | Wohnhäuser                                                                   | Alsenstraße 30, 32, 34 Karte                           | |                            |                    |                  |
| Wohnhäuser                                                                   | Wohnhäuser                                                                   | Alsenstraße 33, 35 Karte                               | |                            |                    |                  |
| Gebäudekomplex                                                               | Gebäudekomplex                                                               | Alter Posthof 1–5 Karte                                | erbaut auf dem Areal der Tuchfabrik J. A. Bischoff & Söhne für die Oberpostdirektion Aachen, 1893 eingeweiht, 2003 nach Kernsanierung umgebaut zum „Kapuziner Karree“ | 1889–1893                  |                    |                  |
| Gebäudekomplex                                                               | Gebäudekomplex                                                               | Alter Posthof 7-11 Karte                               | siehe zuvor | 1889–1893                  |                    |                  |
| Halle                                                                        | Halle                                                                        | Alter Schlachthof Karte                                | Verkehrshalle des ehemaligen Städtischen Schlacht- und Viehhofes Aachen; erbaut nach Plänen von Johannes Richter, Joseph Laurent und Karl Heuser; 70 × 15 m große und 12 m hohe und den Schlachthallen vorgelagerte Halle, überspannt von 14 Sichelträgern; nördlicher und südlicher Schmalgiebel wird bekrönt von zwei Ecktürmchen mit rundbogigen Aufsätzen und einem rundbogigen Mittelgiebel | 1906                       |                    |                  |
| „Gut Chorusberg“                                                             | „Gut Chorusberg“                                                             | Am Chorusberg 41 Karte                                 | vierflügeliger wei geschlämmter Backsteinhof, Herrenhaus mit Blausteingewände, Mittelteil des Herrenhauses und Portal aus 1746, Wirtschaftsgebäude mit Holzblockrahmen aus dem 17. Jh., Veränderungen im 19. und 20. Jh. | 17. Jh. / 1746             |                    |                  |
| weitere Bilder                                                               | Volkssternwarte Aachen                                                       | Am Hangeweiher 23 Karte                                | erbaut auf Initiative des Gewerbeoberlehrers Eduard Heis | 1935                       |                    |                  |
| weitere Bilder                                                               | Parkanlage Kaiser-Friedrich-Park                                             | Am Hangeweiher Karte                                   | nach Plänen des Stadtgartendirektors Weßberge | 1907–1920                  | 12. April 1995     | 05334002 A 03373 |
| Gut Hasselholz                                                               | Gut Hasselholz                                                               | Am Hasselholz 8, 8a Karte                              | Altbestand aus dem 15. Jahrhundert; Erweiterungsmaßnahmen zur geschlossenen Vierkanthofanlage mit Wirtschaftsgebäude (1830), separatem „Pächterhaus“ (1860) und Herrenhaus (1871) | 1830 / 1860 / 1871         |                    |                  |
| „Neuenhof“                                                                   | „Neuenhof“                                                                   | Am Hasselholz 15 Karte                                 | eigenständiger Bau der Hofanlage Gut Hasselholz; vierflügeliger Backsteinhof, zweigeschossiges Wohnhaus aus dem 1./17. Jh. mit Kreuzstockfenster in Werkstein; Wirtschaftsgebäude 18./19. jh. | 1618                       |                    |                  |
| „Blockhaus“                                                                  | „Blockhaus“                                                                  | Am Hasselholz 16 Karte                                 | eigenständiger Erweiterungsbau zum Gut Hasselholz; ehemaliger Sitz der Familie Amya. Vierflügelige ehemals wasserumwehrt Hofanlage in Backstein, weiß geschläm,mt Herrenhaus zweigeschossig in 2:3 Achen, Blausteingewände, Toreinfahrt rechts, Gartensaal mit Stuckdekor aus 1756, Nebengebäude zwischen 1870 und 1876 erneuert, Ankersplint 1876 | 1. Hälfte 18. Jh.          |                    |                  |
| Wohnhaus                                                                     | Wohnhaus                                                                     | Am Hügel 7 Karte                                       | Siedlungsbauhäuser; aus klimatischen Gründen und wegen der damals freien Höhenlage rundum mit Dachziegeln versehen | 1925–1928                  |                    |                  |
| Wasserturm                                                                   | Wasserturm                                                                   | Am Kraftversorgungsturm 3 Karte                        | Teil des ehemaligen Städtischen Schlacht- und Viehhofes; erbaut nach Plänen von Johannes Richter, Joseph Laurent und Karl Heuser; viergeschossiger Backsteinturm mit Natursteinstreifen auf querrechteckigem Grundriss mit vorspringendem Zeltdach | 1894                       |                    |                  |
| weitere Bilder                                                               | Lavenstein (ehemaliger Turm der äußeren Stadtmauer)                          | Am Lavenstein Karte                                    | zweigeschossiger Rundturm aus Bruchsteinmauerwerk | ca. 1300–1350              |                    |                  |
| Wohnhaus (Teile)                                                             | Wohnhaus (Teile)                                                             | Am Roskapellchen 1 Karte                               | Spolien (Blausteingewände) als Teil des Gebäudes Am Roskapellchen im 18. Jh. erbaut; zweiflügeliger dreigeschossiger giebelständiger Backsteinbau als rekonstruierter Neubau unter Verwendung der vorhandenen Blausteingewänden des Altbaues. Gewände mit Stichbögen und mit Keilstein, Mansarddach. Blausteingewände in der straßenseitige Fassade als Teile des Gebäudes Annastraße 9. Blausteingewände aus der Zeit um 1700. Hierbei wurden die senkrechten Mittelteile der Fenstergewände ergänzt. | 1980                       |                    |                  |
| weitere Bilder                                                               | ehemalige „Marienkapelle“, im Volksmund „Roskapellchen“ genannt              | Am Roskapellchen Karte                                 | Laurenz Mefferdatis (posthum) zugeschrieben, lt. Joseph Buchkremer und vom Baustil her eher Johann Joseph Couven (Rundfenster, ein Schlussstein) | 1758/59                    |                    |                  |
| Wohnhäuser                                                                   | Wohnhäuser                                                                   | An den Frauenbrüdern 2 Karte                           | |                            |                    |                  |
| Wohnhäuser                                                                   | Wohnhäuser                                                                   | An den Frauenbrüdern 4, 6 Karte                        | |                            |                    |                  |
| Wohnhäuser                                                                   | Wohnhäuser                                                                   | An der Junkersmühle 2, 4, 6, 8, 10, 12, 14 Karte       | |                            |                    |                  |
| Wohnhaus                                                                     | Wohnhaus                                                                     | An der Schanz 1 Karte                                  | |                            |                    |                  |
| Wohnhäuser                                                                   | Wohnhäuser                                                                   | An der Schanz 2 Karte                                  | |                            |                    |                  |
| weitere Bilder                                                               | Wohnhäuser                                                                   | An der Schanz 3 Karte                                  | |                            |                    |                  |
| Wohnhaus (Teile)                                                             | Wohnhaus (Teile)                                                             | Annastraße 1, 3 Karte                                  | |                            |                    | 05334002 A 01601 |
| Wohnhaus (Teile)                                                             | Wohnhaus (Teile)                                                             | Annastraße 2 Karte                                     | |                            |                    | 05334002 A 02207 |
| Wohn- / Geschäftshaus                                                        | Wohn- / Geschäftshaus                                                        | Annastraße 4–6 Karte                                   | Erbaut in der Mitte des 19. Jahrhunderts, verputzte Fassade, 3-geschossiger Bau mit 7 Achsen (4. + 3.) - nachträgliche erfolgte Änderung durch den Ladeneinbau im Erdgeschoss |                            | 23. Februar 1983   | 05334002 A 01121 |
| Wohnhäuser                                                                   | Wohnhäuser                                                                   | Annastraße 5, 7, 9 (Teile) Karte                       | Haus-Nr. 9: Blausteingewände aus der Zeit um 1700, die beim Wiederaufbauwiederverwandt wurden. Hierbei wurden die senkrechten Mittelteile der Fenstergewände ergänzt. | 1972                       |                    |                  |
| Wohnhaus                                                                     | Wohnhaus                                                                     | Annastraße 17 Karte                                    | |                            |                    | 05334002 A 01575 |
| Wohnhaus (Teile)                                                             | Wohnhaus (Teile)                                                             | Annastraße 19 Karte                                    | |                            |                    | 05334002 A 01576 |
| Wohnhaus (Teile)                                                             | Wohnhaus (Teile)                                                             | Annastraße 24 Karte                                    | Erbaut zwischen dem 18. und 19. Jahrhundert, Bau mit 4 Geschossen und 3 Achsen, klassizistische Putzfassade und Blausteingewände. |                            | 16. Februar 1983   | 05334002 A 01087 |
| Wohnhaus                                                                     | Wohnhaus                                                                     | Annastraße 25 Karte                                    | |                            |                    | 05334002 A 01218 |
| Wohnhaus                                                                     | Wohnhaus                                                                     | Annastraße 28 Karte                                    | |                            | 09. März 1983      | 05334002 A 01219 |
| Wohnhaus                                                                     | Wohnhaus                                                                     | Annastraße 29 Karte                                    | |                            |                    |                  |
| Wohnhaus                                                                     | Wohnhaus                                                                     | Annastraße 30 Karte                                    | |                            |                    |                  |
| Wohnhaus                                                                     | Wohnhaus                                                                     | Annastraße 31 (Teile) Karte                            | |                            |                    |                  |
| Wohnhaus                                                                     | Wohnhaus                                                                     | Annastraße 32-34 Karte                                 | Mitte des 19. Jahrhunderts erbaut - 3-geschossige Ausführung mit insgesamt 6 Achsen in spätklassizistischer Putzfassade; Toreinfahrt links über 2 Achsen spannend. |                            | 16. Februar 1983   | 05334002 A 01086 |
| Wohnhaus                                                                     | Wohnhaus                                                                     | Annastraße 33 Karte                                    | gleichzeitig Frère-Roger-Straße 1 |                            |                    |                  |
| Wohn- / Geschäftshaus                                                        | Wohn- / Geschäftshaus                                                        | Annastraße 36 Karte                                    | |                            |                    |                  |
| Wohnhaus                                                                     | Wohnhaus                                                                     | Annastraße 38 Karte                                    | |                            | 17. Februar 1983   | 05334002 A 01057 |
| Wohnhaus                                                                     | Wohnhaus                                                                     | Annastraße 40 Karte                                    | |                            |                    |                  |
| weitere Bilder                                                               | Evangel. Annakirche                                                          | Annastraße Karte                                       | Klosterkirche der Benediktinerinnen; Erweiterungsbau durch Johann Joseph Couven | 1511; Erweiterungsbau 1749 |                    |                  |
| Pfarrhaus                                                                    | Pfarrhaus                                                                    | Annastraße 35 Karte                                    | |                            |                    |                  |
| Wohnhaus                                                                     | Wohnhaus                                                                     | Annastraße 62 Karte                                    | |                            |                    |                  |
| Wohnhaus                                                                     | Wohnhaus                                                                     | Annastraße 64 Karte                                    | |                            |                    |                  |
| Wohn- / Geschäftshaus                                                        | Wohn- / Geschäftshaus                                                        | Annuntiatenbach 20 Karte                               | |                            | 03. September 1982 | 05334002 A 00427 |
| Wohnhaus                                                                     | Wohnhaus                                                                     | Annuntiatenbach 22 Karte                               | |                            | 11. August 1982    | 05334002 A 00416 |
| Wohnhaus                                                                     | Wohnhaus                                                                     | Annuntiatenbach 24 Karte                               | |                            | 07. September 1982 | 05334002 A 00580 |
| Wohnhaus                                                                     | Wohnhaus                                                                     | Annuntiatenbach 26 Karte                               | 4 Geschosse in 4 Achsen, Fassade verputzt mit neuklassizistischen Schmuckformen. Im 1. Obergeschoss ein, über zwei Achsen spannender, Mittelbalkon, im Erdgeschoss ein Ladeneinbau |                            | 22. Oktober 1982   | 05334002 A 00089 |
| Wohnhaus                                                                     | Wohnhaus                                                                     | Annuntiatenbach 28 Karte                               | |                            | 20. Oktober 1983   | 05334002 A 02446 |
| Wohnhaus                                                                     | Wohnhaus                                                                     | Annuntiatenbach 30 Karte                               | |                            | 25. August 1983    | 05334002 A 01058 |
| Wohnhäuser                                                                   | Wohnhäuser                                                                   | Annuntiatenbach 33–35, 37, 39 Karte                    | |                            |                    |                  |
| Wohnhäuser                                                                   | Wohnhäuser                                                                   | Annuntiatenbach 43, 45 Karte                           | |                            |                    |                  |
| Wohn- / Geschäftshaus                                                        | Wohn- / Geschäftshaus                                                        | Annuntiatenbach 47 Karte                               | Ende des 19. Jahrhunderts erbaut als Eckhaus zur Trichtergasse, Achsenaufteilung 3:4 (4 zur Trichtergasse) mit abgeschrägter Eckachse. 3 Geschosse, Fassaden verputzt mit spätklassizistischen und Neurenaissance-Schmuckformen, Erdgeschoss nachträglich verändert durch Laden- / Studioeinbau. |                            | 02. März 1983      | 05334002 A 01125 |
| Wohnhaus                                                                     | Wohnhaus                                                                     | Antoniusstraße 18 Karte                                | |                            |                    |                  |
| Wohnhaus (Teile)                                                             | Wohnhaus (Teile)                                                             | Antoniusstraße 32 Karte                                | |                            |                    |                  |
| Wohnhäuser                                                                   | Wohnhäuser                                                                   | Aretzstraße 40–48 Karte                                | |                            |                    |                  |
| Wohnhaus                                                                     | Wohnhaus                                                                     | Aretzstraße 50 Karte                                   | |                            |                    |                  |
| Wohnhäuser                                                                   | Wohnhäuser                                                                   | Aretzstraße 53, 55 Karte                               | |                            |                    |                  |
| Wohnhaus                                                                     | Wohnhaus                                                                     | Aretzstraße 56 Karte                                   | |                            |                    |                  |
| Wohnhäuser                                                                   | Wohnhäuser                                                                   | Aretzstraße 57, 59 Karte                               | |                            |                    |                  |
| Wohnhäuser                                                                   | Wohnhäuser                                                                   | Arndtstraße 11, 13 Karte                               | |                            |                    |                  |
| Wohnhäuser                                                                   | Wohnhäuser                                                                   | Arndtstraße 21, 23 Karte                               | |                            |                    |                  |
| Wohnhäuser                                                                   | Wohnhäuser                                                                   | Arndtstraße 26, 28, 30 Karte                           | |                            |                    |                  |
| Wohnhaus                                                                     | Wohnhaus                                                                     | Arndtstraße 34 Karte                                   | |                            |                    |                  |
| Wohnhaus                                                                     | Wohnhaus                                                                     | Atherstraße 21–23 Karte                                | Zweigeschossiges Wohnstallhaus aus Bruchstein mit Blausteingewänden | 18. Jh.                    |                    |                  |
| Wohnhaus                                                                     | Wohnhaus                                                                     | Augustinerbach 2a Karte                                | ehemaliges Wohn- und Geschäftshaus, jetzt RWTH Aachen-Gebäude. 3-geschossiges Gebäude in Putzausfertigung mit 3 Achsen. Satteldach. | 2. Hälfte 19. Jhrd.        | 30. Juli 1985      | 05334002 A 03164 |
| Institut für Werkstoffkunde                                                  | Institut für Werkstoffkunde                                                  | Augustinerbach 4 Karte                                 | erbaut nach Plänen von Karl Schlüter, Keramikmosaik (Nordwestfassade) und Holzintarsienwand (Foyer) von Ludwig Schaffrath | 1957                       |                    |                  |
| weitere Bilder                                                               | Kaiser-Karls-Gymnasium                                                       | Augustinerbach 7 Karte                                 | ehemalige Jesuitenschule, später „Marianum“ genannt; Neubau erbaut nach Plänen von Stadtbaumeister Joseph Laurent | 1888–1903                  |                    |                  |
| Graffito „Zwischen den Tagen“                                                | Graffito „Zwischen den Tagen“                                                | Augustinerbach Karte                                   | Wandmalerei von Klaus Paier | 6./7. Mai 1983             |                    | 3595             |
| Graffito „Der Große Krieg“                                                   | Graffito „Der Große Krieg“                                                   | Augustinerbach 2a Karte                                | Wandmalerei von Klaus Paier | 1985                       | 09. Februar 2015   | 05334002 A 03596 |
| Wohnhaus (Teile/Fassade)                                                     | Wohnhaus (Teile/Fassade)                                                     | Augustinergasse 4–6 Karte                              | Blaustein-Fassade des Gebäudes, zugeschrieben Jean-Pierre Cluysenaar, auf Veranlassung durch Leo Hugot vom Templergraben 79 transloziert; zweigeschossig in fünf Achsen, Gliederung des dreigeschossigen Mittelrisalits im Obergeschoss durch Pilasteranordnung und Flachgiebel, Erdgeschoss (ehemals mit Tordurchfahrt) in Blaustein, Obergeschoss aus Backstein, Blausteingliederung. | um 1830 (Fassade)          |                    |                  |
| Wohnhaus                                                                     | Wohnhaus                                                                     | Augustinergasse 32 Karte                               | Eingang Augustinergasse neben Schulhof Kaiser-Karls-Gymnasium, Rückseitige Fassade Pontstraße neben Aula Carolina |                            |                    |                  |
| Wohnhäuser (Teile)                                                           | Wohnhäuser (Teile)                                                           | Aureliusstraße 1–3 Karte                               | |                            | 28. Februar 1985   | 05334002 A 03154 |
| Wohnhaus (Teile)                                                             | Wohnhaus (Teile)                                                             | Aureliusstraße 5 Karte                                 | |                            | 28. Februar 1985   | 05334002 A 03155 |
| Wohnhäuser (Teile)                                                           | Wohnhäuser (Teile)                                                           | Aureliusstraße 7 Karte                                 | |                            | 08. Juli 1982      | 05334002 A 00326 |
| Wohnhaus                                                                     | Wohnhaus                                                                     | Aureliusstraße 9 Karte                                 | |                            | 17. Februar 1983   | 05334002 A 01085 |
| Wohnhaus (Teile)                                                             | Wohnhaus (Teile)                                                             | Aureliusstraße 11 Karte                                | |                            | 28. Februar 1985   | 05334002 A 03156 |
| Wohnhäuser (Teile)                                                           | Wohnhäuser (Teile)                                                           | Aureliusstraße 13 Karte                                | |                            | 28. Februar 1985   | 05334002 A 03157 |